# Donja Glama
Donja Glama (em cirílico: Доња Глама) é uma vila da Sérvia localizada no município de Bela Palanka, pertencente ao distrito de Pirot. A sua população era de 8 habitantes segundo o censo de 2011.

## Demografia
| 1948 | 1953 | 1961 | 1971 | 1981 | 1991 | 2002 | 2011 |
| ---- | ---- | ---- | ---- | ---- | ---- | ---- | ---- |
| 388  | 366  | 306  | 203  | 118  | 67   | 26   | 8    |